# Огњена капија
Огњена Капија (енгл. Gates of Fire) је историјски роман Стивена Пресфилда, написан у првом лицу. Роман прати судбину јединог преживелог грка Ксеона.

## O делу
Једно од малобројних обележја спартанске цивилизације која су преживела до данас лежи у узаном планинском пролазу званом Термопиле. На том су месту три стотине најбољих спартанских ратника задржали најезду Персијског царства.
Огњена капија, је дело које прича једини преживели после ове епске битке-штитоноша у спартанској тешкој пешадији. Ово дело уплиће историјско и мистично с дирљивом љубавном причом, достиже врхунац у узбудљивој и стравичној епској бици, и израста у дело које доводи Хомеровску традицију у двадесет први век.